# Seznam vojaških kratic na N
To je seznam vojaških kratic, ki se prično s črko N.

## Seznam
- Nachr.
- Nachsch.
- NADC (angleško NATO Air Defence Committee) je vojaška kratica, ki označuje Natov odbor za zračno obrambo.
- NADGE (angleško NATO Air Defence Ground Environment System) je vojaška kratica, ki označuje Natov zračnoobrambni zemeljski površinski sistem.
- NATINADS (angleško NATO Integrated Defence System) je vojaška kratica, ki označuje Natov integrirani obrambni sistem.
- NAVAIRLANT
- NAVAIRPAC
- NAVSPASUR (angleško Naval Space Surveillance (System)) je vojaška kratica, ki označuje Mornariški vesoljski nadzorni sistem.
- NAVSTAR (angleško Navigational Satellite Timing and Ranging) je vojaška kratica, ki označuje Navigacijske satelite.
- Nb.W.
- Nbl.W.
- NCO (angleško Noncommissioned Officer) je vojaška kratica, ki označuje Podčastnik.
- NRF (angleško NATO Response Force) je vojaška kratica, ki označuje Natove sile za hitro posredovanje.
- NKNA (angleško North Kalimantan National Army) označuje Severnokalimantanska nacionalna armada.
- NLA (angleško National Liberation Army) označuje Narodnoosvobodilna armada.
- NOB je slovenska vojaška kratica, ki označuje Narodnoosvobodilni boj.
- NOCS (italijansko Nucleo Operativo Central di Sicurezza) označuje Osrednja operativna varnostna skupina.
- NORAD (angleško North American Aerospace Defense Command) je vojaška kratica, ki označuje Severnoameriško poveljstvo obrambe zračnega prostora.
- NOV je slovenska vojaška kratica, ki označuje Narodnoosvobodilna vojska.
- NUS je slovenska vojaška kratica, ki označuje Neeksplodirana ubojna sredstva.
- NtT je slovenska vojaška kratica, ki označuje Netrzajni top.
- NVG (angleško Night vision goggles) označuje Nočnogled.
- NZ je slovenska vojaška kratica, ki označuje Narodna zaščita.
- NZSAS (angleško New Zealand Special Air Service) označuje Novozelandski SAS.